# Bongabon
Bongabon (in precedenza Boñgabon) è una municipalità di seconda classe delle Filippine, situata nella Provincia di Nueva Ecija, nella regione di Luzon Centrale.
Bongabon è formata da 28 baranggay:
- Antipolo
- Ariendo
- Bantug
- Calaanan
- Commercial (Pob.)
- Cruz
- Curva (J. Tomacruz)
- Digmala
- Kaingin (Pob.)
- Labi
- Larcon
- Lusok
- Macabaclay
- Magtanggol (Pob.)

- Mantile (Pob.)
- Olivete
- Palo Maria (Pob.)
- Pesa
- Rizal (Pob.)
- Sampalucan (Pob.)
- San Roque (Pob.)
- Santor
- Sinipit (Pob.)
- Sisilang na Ligaya (Pob.)
- Social (Pob.)
- Tugatug
- Tulay na Bato (Pob.)
- Vega